# 彈跳炸彈
彈跳炸彈（Bouncing Bomb）是一種特殊設計的炸彈，透過外形以及精密計算的投擲時間和高度，在水面上反覆的跳躍一段距離後才與目標撞擊並且引爆。在彈跳的過程當中，炸彈可以避開像是魚雷保護網的障礙物而成功破壞目標。该炸弹由英国科学家、工程师巴恩斯·沃利斯发明。第一種實際使用的彈跳炸彈是英國皇家空軍於1943年5月對納粹德國魯爾區水壩進行懲罰作戰時所使用的保養（Upkeep）炸彈。

示意图

## 外部連結
- 617 Squadron and the Dams Raid - An archival perspective — RAF Museum online exhibition
- Barnes Wallis Memorial Trust
- The Dambusters (617 Squadron)
- Test drops of both Upkeep and Highball （页面存档备份，存于）
- The bouncing bombs （页面存档备份，存于） — history, pictures and videos